# Ага-хан III

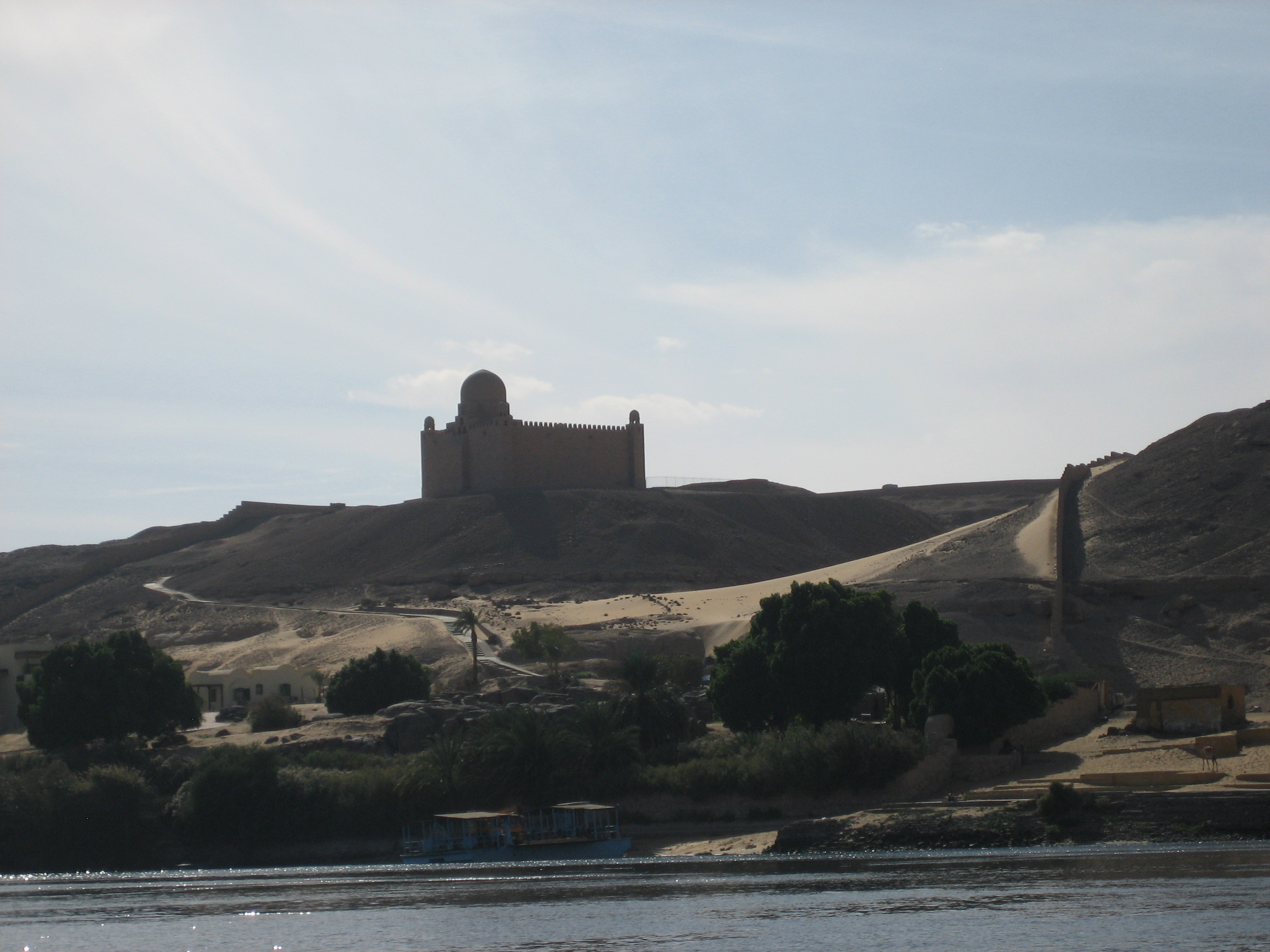
Усипальниця Ага Хана III. Ассуан, Єгипет

Султа́н Муха́ммед-шах Ага-хан ІІІ (2 листопада 1877 — 11 липня 1957) — голова секти ісмаїлітів (з 1885 року), індійський політичний діяч, правий лідер Індійської Мусульманської Ліги (ІМЛ). Походив з багатої родини спадкових очільників ісмаїлітської секти з Сінду. Отримав європейську вищу освіту в Англії. В 1902—1904 член Ради при віце-королі Індії. За співпрацю з англійцями отримав титул сера. В 1906—1913 роках голова Мусульманської ліги. В 1913 через «полівіння» ліги вийшов з неї. Ага-хан очолював індійську делегацію на Конференції круглого столу в Лондоні у 1930—1932 роках, а також на засіданнях Ліги Націй в 1932, 1934—1937. Головував на сесії Ліги Націй у 1937 році. Володів великими земельними маєтностями, збирав велику данину з членів своєї секти.